# موسيقى بورياتية

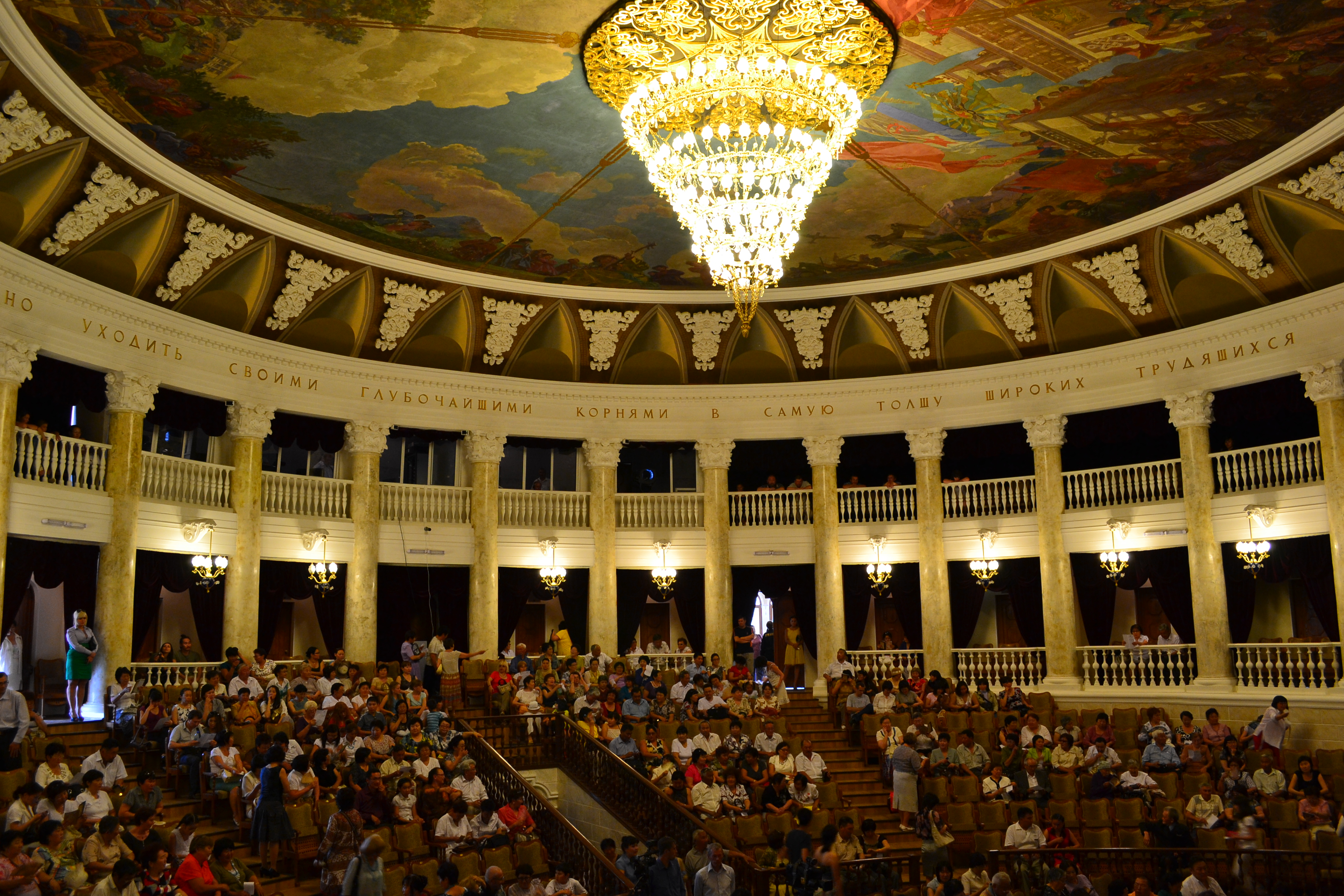

بورياتيا هي إحدي الجمهوريات الروسية التي تحكم ذاتياً تقع في جنوب المنطقة الوسطى من سيبريا على طول الشاطئ الشرقي لبحيرة بايكال .
واحدة من الأدوات الرئيسية المستعملة في البلاد في الموسيقى البورياتية هي كمان ثنائي ترية ذو رأس يشبه الحصان يسمى موران خور. هذه الأداة هي أداة مماثلة لكل الأدوات التي وجدت في جميع أنحاء المنطقة. 
ومن العناصر الأخرى للموسيقى البورياتية هو استخدام جداول الأرباع في الأدوات الموسيقية و في ضبط الأغاني على حد سواء.
مقياس بينتاتونيك (بالإنجليزية: pentatonic scale)‏ تكشف عن أوجه التشابه في الموسيقى بين سيبيريا و شرق آسيا. فعامةً لم يكن هناك تعدد للأصوات ولكن الأصوات و الآلات تعزف نفس اللحن في انسجام تام ، ولكن يكمن الاختلاف في التوقيت و التزيين.
الهياكل القصصية هي جزء من معظم موسيقى بورياتيا الشعبية ، وغالبا ما تأتي في شكل حكايات ملحمية ، والأغنية الأخيرة  للقادة المشهورين.

## التاريخ
تحت السيطرة السوفياتية ، تم قمع موسيقى بورياتيا الشعبية ، و تم السماح فقط للنماذج التي  تدعم سلطة الدولة. في هذه الفترة ، جنبا إلى جنب مع دولة جديدة وافقت عليها أغنيات مستوحاة من الأحداث الجديدة ، مثل الحرب الأهلية تركت وراءها تقاليد ورثت للأجيال و هي  الأغاني التي تعتمد على اللغة عامية للسجن.
أول فريق روك بورياتي كان إرغاشا (بالإنجليزية: Uragsha)‏ ، الذين كانوا يمثلون واحدة من شرائح قليلة في ذلك الوقت في الغناء لأنهم كانو يغنون بالروسية و بلغتهم الاصلية على حد سواء. تعاونهما مع مسرح لماما في نيويورك في أواخر 1990s أدى إلى تشكيل فريق نامغار (بالإنجليزية: Namgar)‏ الذي يمثل موسيقى بورياتيا التقليدية في مهرجانات الموسيقى في العالم منذ عام 2001.